# Anisopagurus
Anisopagurus is een geslacht van kreeftachtigen uit de klasse van de Malacostraca (hogere kreeftachtigen).

## Soorten
- Anisopagurus actinophorus Lemaitre & McLaughlin, 1996
- Anisopagurus bartletti (A.Milne-Edwards, 1880)
- Anisopagurus hopkinsi Lemaitre & McLaughlin, 1996
- Anisopagurus pygmaeus (Bouvier, 1918)
- Anisopagurus vossi Lemaitre & McLaughlin, 1996